# 병반

위의 1번이 병반이다.

병반(餠盤)은 마그마가 분출되어 둥근 떡 모양으로 화성암이 지층 사이로 들어간 것을 가리킨다.